# ایگتهام
ایگتهام (به انگلیسی: Ightham) یک روستا و محله مدنی در بریتانیا است که در Tonbridge and Malling واقع شده‌است. ایگتهام ۲٬۰۸۴ نفر جمعیت دارد.